# Asteropyrum peltatum
Asteropyrum peltatum là một loài thực vật có hoa trong họ Mao lương. Loài này được (Franch.) J.R.Drumm & Hutch. mô tả khoa học đầu tiên năm 1920.